# FABP1
FABP1 (англ. fatty acid binding protein 1) — внутриклеточный белок из семейства белков, связывающий жирные кислоты (FABP). Продукт гена человека FABP1. FABP1 в основном экспрессирован в печени, где белок участвует в связывании, транспорте и метаболизме длинноцепочечных жирных кислот, эндоканнабиноидов и фитоканнабиноидов и других гидрофобных молекул. Нарушенние в экспрессии белка коррелирует с метаболическими заболевания, включая ожирение.

## Открытие
Белки семейства FABP были открыты в 1972 году в экспериментах с олеиновой кислотой, меченой изотопом 14C, напправленных на идентификацию переносчика растворимых жирных кислот в энтероцитах, которые отвечают за кишечную абсорбцию длинноцепочечных жирных кислот. С тех пор было найдено 10 белков-транспортёров: FABP1-9 и FABP12. Каждый белок семейства FABP соответсквует определённому органу или определённой ткани, где он играет важную роль в захвате, транспорте и метаболизме жирных кислот.

## Ген
Ген человека FABP1 локализован на коротком плече p 2-и хромосомы от основания 88 122 982 до основания 88 128 131.

## Структура белка
Структура белка FABP1 уникальна по сравнению с другими белками семейства и позволяет связывать несколько лигандов одновременно. Кроме этого, более крупная внутренняя сердцевина белка позволяет связывать широкий ассортимент лигандов. Предполагается, что жирные кислоты входят в гидрофобную часть белка через подвижный регион, включающий α-спираль II и повороты между петлями βC-βD и βE-βF. После этого жирная кислота связывается с гидрофобным карманом белка для транспортировки.

## Функции
Переносчик жирных кислот, который преимущественно экспрессирован на адипоцитах и макрофагах. Связывает длинноцепочечные жирные кислоты и ретиноевую кислоту и доставляет их к соответствующим рецепторам в ядре.
Белки семейства FABP — небольшие высококонсервативные цитоплазматические белки, которые вовлечены в перенос длинноцепочечных жирных кислот. FABP1 наиболее представлен в пчени человека, где он составляет 7-11 % от всех белков цитозоля. Белок также экспрессирован в кишечнике, почках, поджелудочной железе, желудке и лёгких. FABP1 обладает широким спектром гидрофобных лигандов, включая билирубин, моноглицериды и ацил-CoA. Считается, что белок играет важную роль в предотвращении токсичности, связывая гем, жирные кислоты и другие молекулы. которые являются токсичными в свободном виде.

## Мутации
У человека была идентифицирована мутация, заменяющая треонин на аланин T94A. У носителей этой мутации высокий базовый уровень жирных кислот плазмы, пониженные индекс массы тела и размер талии. Мутация T94A была ассоциирована с метаболическим синдромом, сердечно-сосудистыми заболеваниями и диабетом 2-го типа.